# Relations entre l'Allemagne et la Guinée
Les relations entre l'Allemagne et la Guinée ont subi quelques fluctuations depuis l'établissement des relations bilatérales en 1958. En raison de sa longue histoire de coopération en matière de politique de développement, la république fédérale d'Allemagne jouit d'une bonne réputation auprès du public guinéen.

## Histoire
Otto Friedrich von der Groeben a mené une expédition coloniale sur la côte de Guinée en 1682 au nom de Frederick William, électeur de Brandebourg. Il publie ses récits de voyage en 1692, attirant pour la première fois l'attention d'un public germanophone plus large sur la région. À la fin du XIXe siècle, Frederick Colin établit des comptoirs commerciaux le long de la rivière Dubréka dans l'actuelle Guinée et, en 1884, demanda une lettre de protection pour ses biens au chancelier impérial Otto von Bismarck. Un an plus tard, Colin fonde la société Fr. Colin, Deutsch-Afrikanisches Geschäft à Francfort-sur-le-Main, et le 6 janvier 1885, Kaiser Wilhelm Ier a émis une lettre officielle de protection du Reich pour la colonie Dubréka la colonie Dembia (Voir aussi Kapitaï et Koba ). Cependant, en décembre 1885, l'Empire allemand reconnaît la souveraineté de la France sur les protectorats acquis par Colins dans le protocole franco-allemand.
Après l'indépendance de la Guinée, des relations diplomatiques avec la République fédérale d'Allemagne (RFA) ont été établies en 1958. Après que la Guinée a envoyé un diplomate à Berlin-Est en République démocratique allemande en 1960, un scandale diplomatique s'est ensuivi et la République fédérale a retiré son ambassadeur en Guinée en vertu de la doctrine Hallstein. Pour régler la crise, la Guinée a alors nié avoir jamais envoyé un ambassadeur. En 1962, l'équipe nationale de football guinéenne a disputé son premier match international contre l'équipe nationale de football de la RDA, perdant 3–2. En 1970, la Guinée a finalement établi des relations diplomatiques avec la RDA, ce qui a amené la RFA à rompre les relations. Cinq ans plus tard, les relations avec la RFA reprennent.
Après la réunification allemande, les relations bilatérales se sont développées positivement, mais se sont détériorées sous la présidence de Lansana Conté. En 2008, l'Allemagne a suspendu sa coopération au développement avec la Guinée à la suite d'un coup d'État militaire. Après la tenue d'élections démocratiques en 2010 et 2013, les relations entre les deux pays se sont considérablement améliorées. En 2014, les deux pays ont conclu un accord de protection et de promotion des investissements. En 2019, un accord migratoire a été signé entre les deux pays.

## Relations économiques
En 2021, le volume des échanges bilatéraux était de 210 millions d'euros, plaçant la Guinée au 118ème rang du classement des partenaires commerciaux de l'Allemagne. L'Allemagne importe des matières premières critiques de Guinée, telles que la bauxite, et en retour exporte principalement des produits industriels et chimiques vers le pays.

## Coopération au développement
L'Allemagne fournit une aide au développement en Guinée depuis les années 1970 (avec des interruptions). La politique de développement allemande se concentre sur l'éducation de base et la santé. Il met également en œuvre des mesures en faveur de l'emploi. D'autres programmes portent sur l'amélioration de la gouvernance et la protection de l'environnement. L'Association allemande d'éducation des adultes gère des programmes d'alphabétisation des adultes dans le pays et le Weltfriedensdienst (Service mondial pour la paix) est impliqué dans la prévention des conflits. En outre, diverses initiatives privées sont actives dans le pays .

## Relations culturelles
Malgré une image positive de l'Allemagne, la culture allemande est relativement méconnue en Guinée. Certains Guinéens ont étudié en République fédérale d'Allemagne ainsi qu'en RDA. Ces dernières années, l'intérêt pour l'éducation allemande s'est accru en Guinée. Un partenariat existe entre l'Université de Conakry et l'Université de Brême.

## Migration
En 2021, il y avait un peu moins de 19 000 Guinéens vivant en Allemagne .

## Missions diplomatiques
- L'Allemagne a une ambassade à Conakry[6].
- La Guinée a une ambassade à Berlin[7].